# Fabriqué au Québec
Fabriqué au Québec (FAQ) est une émission de télévision québécoise de type magazine musical produite par Roméo & Fils, réalisée par Didier Charette et animée par le journaliste Olivier Robillard-Laveaux, et diffusée entre le 18 juin 2015 et mars 2016 à MusiquePlus.

## Synopsis
L'émission a pour but de montrer dix groupes émergents de la scène québécoise, leur parcours, leurs influences et leurs ambitions. Le téléspectateur voyage ainsi dans la tête de l'artiste et comprend son quotidien, ses créations, ses références et son vécu. À la fin de chaque émission, le groupe invité enregistre une de ses pièces en studio. L'enregistrement se retrouve après sur un disque vinyle de collection à édition limitée.

## Déroulement et artistes présentés
Les artistes de la première saison ont enregistré leur chanson au Studio PM avec le réalisateur Philippe Brault. En ordre d'apparition :
1. Les Passagers
2. Loud Lary Ajust
3. Solids
4. Jesse Mac Cormack
5. Foreign Diplomats
6. David Giguère
7. The Seasons
8. Milk & Bone
9. Mordicus
10. Foxtrott

Ceux de la deuxième saison ont enregistré leur chanson au Studio Planet avec en alternance les réalisateurs Alex McMahon et Emmanuel Éthier. En ordre d'apparition :
1. Charlotte Cardin
2. Claude Bégin
3. Country
4. Sonic Avenues
5. Obey the Brave
6. Canailles
7. Fjord
8. Dead Obies
9. Samito
10. Tommy Kruise avec la participation de Cœur de pirate

## Équipe de production
- Un concept de MusiquePlus
- Réalisateur et scénariste : Didier Charette
- Animateur et recherchiste : Olivier Robillard Laveaux
- Directeurs photo : Christophe Dalpé, Didier Charette, Marc-Olivier Gilbert (certains épisodes de la saison 1)
- Preneur de son et mixeur : Francis Desgagnés
- Monteurs : Juliette Guérin (saison 1), Vincent Drolet (saison 2), Laurent Bernier (saison 2)
- Producteurs délégués : Gabrielle Harvey (saison 1), Jean-Luc Dellamontagna (saison 1), Sophie Samson (saison 2)
- Directrice de production : Sophie Samson (saison 2)
- Producteur : Jean-Luc Dellamontagna
- Producteurs exécutifs : Marie-Christine Toupin et Martin Henri
- Produit en collaboration avec MusiquePlus, et avec la participation financière du Fonds Harold Greenberg, du Gouvernement du Québec (Crédit d'impôt cinéma et télévision - Gestion SODEC) et du Gouvernement du Canada (Crédit d'impôt pour production cinématographique ou magnétoscopique canadienne).
- Une production de Roméo & Fils